# Мехелен
Мехелен (хол. Mechelen, фр. Malines (Малин)) је општина у Белгији у региону Фландрија у покрајини Антверпен. Према процени из 2007. у општини је живело 78.900 становника.

## Становништво
Према процени, у општини је 1. јануара 2015. живело 83.975 становника.
| 1984.  | 2000.  | 2010. | 2015. |
| ------ | ------ | ----- | ----- |
| 76.670 | 75.438 | 80940 | 83975 |